# Kåvsjön
Kåvsjön är en sjö i Bollnäs kommun i Hälsingland och ingår i Testeboåns huvudavrinningsområde. Sjön har en area på 0,123 kvadratkilometer och ligger 264 meter över havet. Sjön avvattnas av vattendraget Testeboån (Grannäsån).

## Delavrinningsområde
Kåvsjön ingår i det delavrinningsområde (677528-152365) som SMHI kallar för Utloppet av Kåvsjön. Medelhöjden är 321 meter över havet och ytan är 6,84 kvadratkilometer. Räknas de 28 avrinningsområdena uppströms in blir den ackumulerade arean 138,19 kvadratkilometer. Avrinningsområdets utflöde Testeboån (Grannäsån) mynnar i havet. Avrinningsområdet består mestadels av skog (94 procent). Avrinningsområdet har 0,12 kvadratkilometer vattenytor vilket ger det en sjöprocent på 1,8 procent.